# Xã Marshall, Quận Pocahontas, Iowa
Xã Marshall (tiếng Anh: Marshall Township) là một xã thuộc quận Pocahontas, tiểu bang Iowa, Hoa Kỳ. Năm 2010, dân số của xã này là 143 người.